# Arnold Pihlak
Arnold Pihlak   (Tallinn, 17 de juliol de 1902 - Bradford, 1 de novembre de 1985) fou un futbolista estonià de la dècada de 1920.
Fou 44 cops internacional amb la selecció d'Estònia amb la que participà en els Jocs Olímpics de 1924.
Pel que fa a clubs, defensà els colors de JK Tallinna Kalev i FK Austria Wien.